# مگس گیر-سنگ‌چشم بال‌سیاه
مگس‌گیر-سنگ‌چشم بال‌سیاه (نام علمی: Hemipus hirundinaceus) گونه‌ای از پرندگان سردهٔ مگس‌گیر-سنگ‌چشم، Hemipus است. معمولاً در Vangidae جای می‌گیرد. در شبه جزیره مالایی و جزایر سوندای بزرگ یافت می‌شود. زیستگاه طبیعی آن جنگلهای جلگه‌ای و گاهی باتلاق‌ها و حرا است. اتحادیه بین‌المللی حفاظت از طبیعت (IUCN) آن را به عنوان کمترین نگرانی ارزیابی کرده است.